# Desecheo
Desecheo est une petite île inhabitée de l’archipel de Porto Rico.

## Géographie
Elle est située dans le nord-est du détroit de Mona ; 21 km de la côte ouest de l’île principale de Porto Rico et 20 km au nord-est de l’île de Mona. Elle a une superficie de 1,5 km2.
L’île de Desecheo a une altitude maximum de 218 m et les précipitations annuelles s’élèvent à 1 020 mm.
Bien que faisant politiquement part de Porto Rico, elle s’en détache géologiquement et est considérée comme une île isolée au moins depuis le Pliocène. Toutefois, l’île fait partie de la formation Rio Culebrinas, ce qui suggère qu’elle fut un jour connectée à Porto Rico.

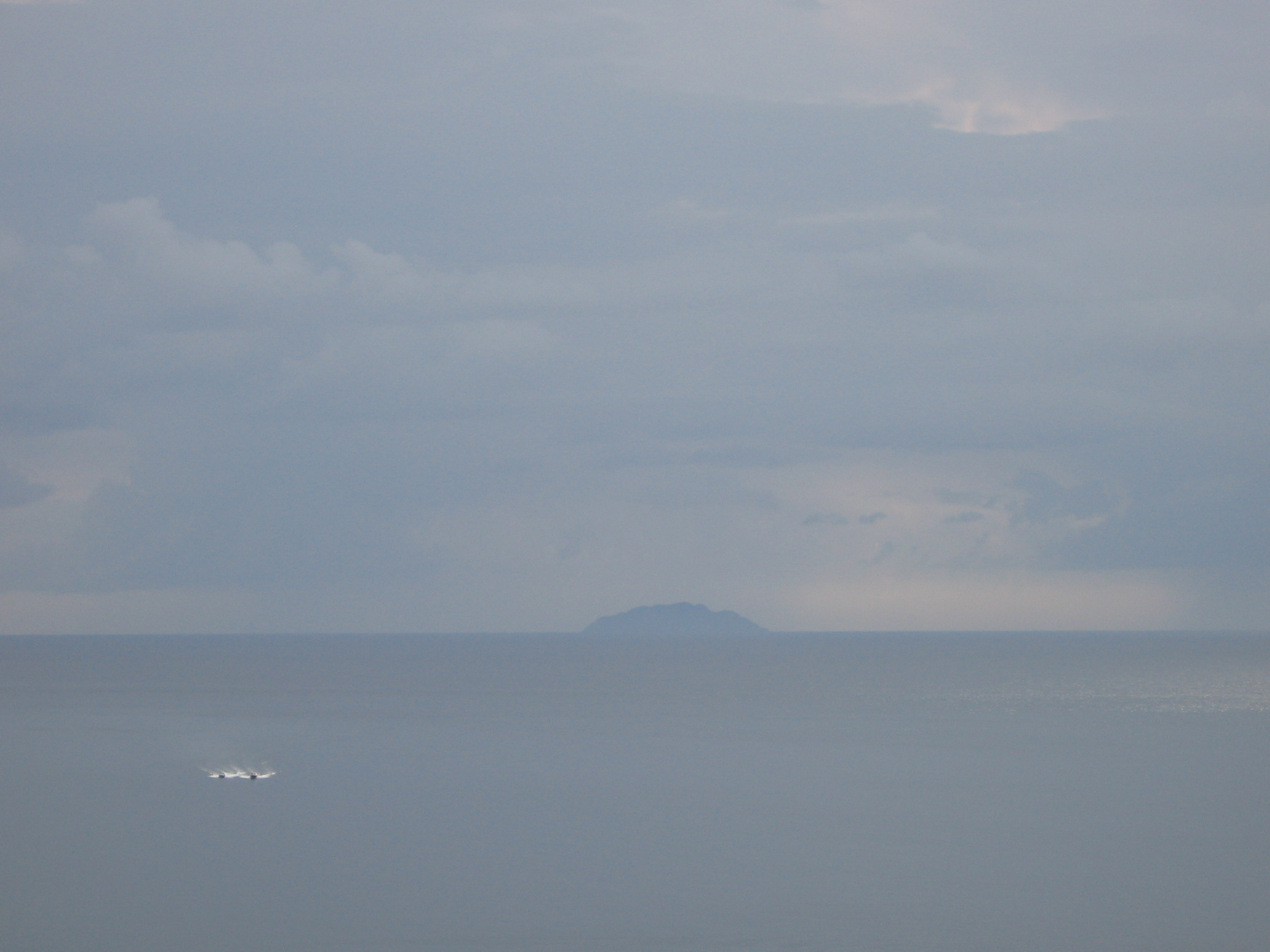
Desecheo depuis Aguadilla.
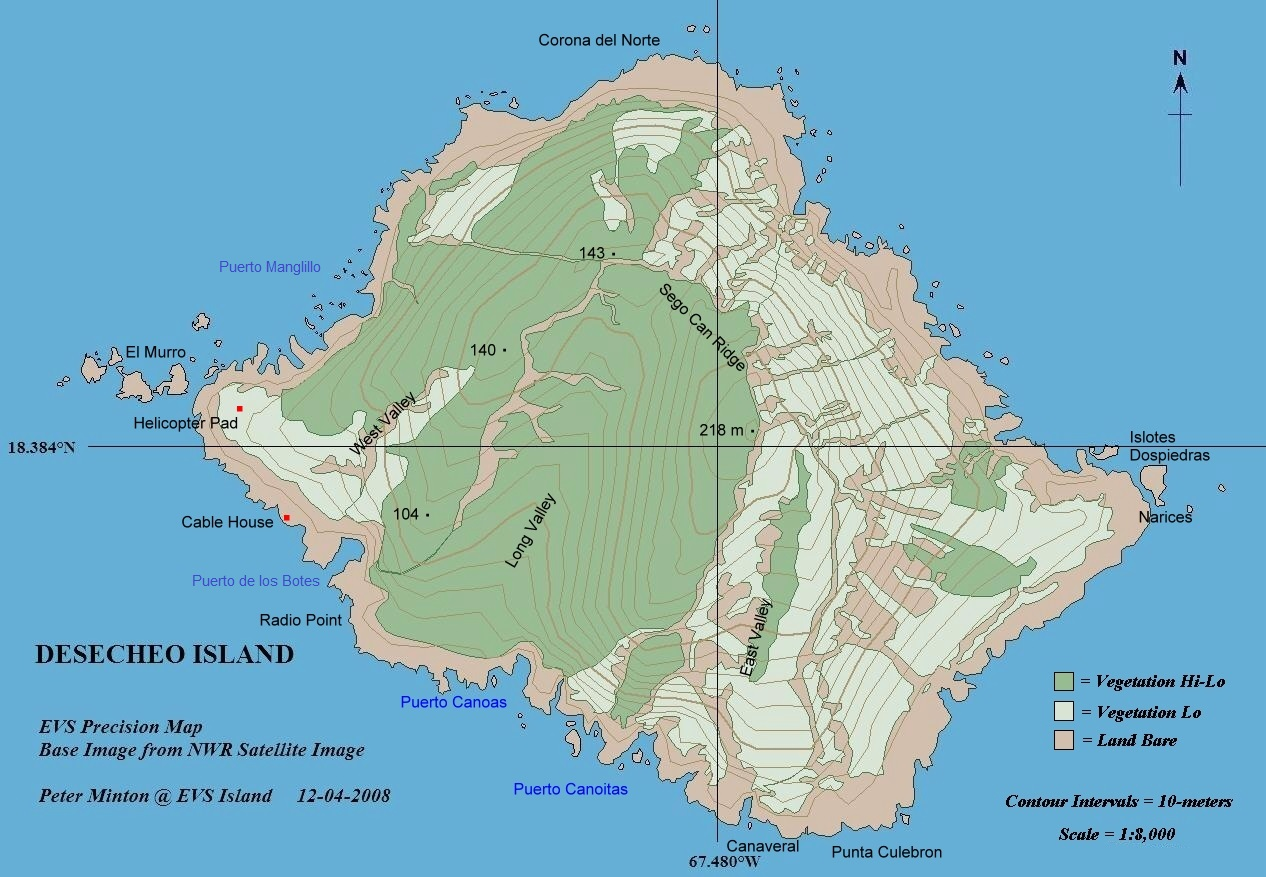

## Histoire
Aucun indice d’une présence humaine pré-colombienne n’a été mis au jour.
Cette île a été découverte par Christophe Colomb au cours de son second voyage vers le nouveau-monde, mais elle ne fut nommée qu’en 1517 par l’explorateur espagnol Nunez Alvarez de Aragon.
Durant le XVIIIe siècle, l’île était utilisée par des contrebandiers, des pirates et des bandits pour chasser des chèvres sauvages importées. Pendant la Seconde Guerre mondiale et jusqu’en 1952, l’île fut utilisée comme zone de bombardement par les forces armées des États-Unis. De 1952 à 1964, l’United States Air Force utilise l’île pour des entraînements de survie. En 1976, l’administration de l’île est donnée à l’US Fish and Wildlife Service et en 1983 elle est déclarée National Wildlife Refuge.

## Tourisme
Desecheo jouit d’eaux claires et d’un récif en bonne santé, ce qui en fait un paradis pour les amoureux de plongée sous-marine. Bien que la plongée soit autorisée aux alentours de l’île, le national refuge est complètement fermé au public du fait de la présence d’engins militaires non explosés. Les intrus risquent d’être arrêtés par les officiers fédéraux.
Plusieurs expéditions de radioamateurs ont été sur l’île. Actuellement le Fish and Wildlife Service limite cela, même si les opérateurs acceptent de rester sur une étroite bande de plage. Des tentatives pour modifier cette situation sont discutées au Congrès américain.

## Faune et flore
Il n’y aucune eau superficielle sur l’île, ce qui limite la flore à des arbrisseaux épineux, de petits arbres, des plantes herbacées diverses et différents cactus, incluant Harrisia portoricensis qui est considéré comme menacé. La faune comprend divers oiseaux de mer, trois espèces de lézards endémiques (Ameiva desechensis, Anolis desechensis et Sphaerodactylus levinsi).
Des chèvres y ont été introduites, ainsi que des rats et une population de singe rhésus (Macaca mulatta) importés de Cayo Santiago en 1967 dans le cadre d’une étude sur l’adaptation. Avant l’introduction du singe rhésus, l’île était la plus grande colonie de nichage pour le fou brun. Aujourd’hui, aucune espèce ne niche sur l’île.
Elle est administrée par le Departement of the Interior et le Fish and Wildlife Service des États-Unis.

## Conservation et restauration
Au début des années 1900, le Desecheo National Wildlife Refuge était encore un lieu de nidification majeur pour des milliers d'oiseaux de mer. Environ 15 000 fous bruns, 2 000 fous à pieds rouges (Sula sula), 2 000 noddi bruns (Anous stolidus), 1 500 sternes bridées (Onychoprion anaethetus) et des centaines de frégates superbes (Fregata magnificens), de mouettes atricilles (Larus atricilla) et de sternes fuligineuses (Onychoprion fuscatus) y nichaient.
Les mammifères envahissants, parmi lesquels les chèvres et les rats, ont commencé à avoir un impact sur le Desecheo NWR au début du XXe siècle. Pendant et aux abords de la Seconde Guerre mondiale, l'île a été utilisée comme champ d'artillerie par l'US Air Force. Cette situation, associée aux dommages causés par l'espèce envahissante à l'écosystème de Desecheo ont été graves, et au tournant du millénaire, pratiquement aucun oiseau de mer ne nichait dans le refuge.
En réaction à cela, en 2016, l'United States Fish and Wildlife Service (USFWS), Island Conservation et d'autres partenaires clés, y compris le département de l'Agriculture des États-Unis (USDA), Bell Laboratories et Tomcat, ont travaillé ensemble à l'éradication des rats noirs envahissants et des macaques rhésus de l'île,,,.
Un an plus tard, l'île de Desecheo a été déclarée exempte d'espèces envahissantes, et des signes de rétablissement ont été observés, notamment la présence de puffins d'Audubon, observés sur l'île pour la première fois, et la découverte de nouveaux nids de sternes bridées,.
De plus, 72 cactus de type Higo Chumbo (Harrisia portoricensis) protégés par le gouvernement fédéral ont été identifiés et mesurés avant (2003-2010) et après l'éradication (2017). En 2017, des individus avec des fleurs et d'énormes fruits jaunes ont été observés, ce qui est un bon signe pour l'état général de reproduction de la population,.
Depuis 2018, des équipements d'attraction sociale ont été installés pour augmenter les colonies de sternes bridées et de noddi bruns et établir une espèce en péril, le puffin d'Audubon.